# Clementine (sonda)
Clementine je kosmická sonda NASA , která v polovině 90. let 20. století zkoumala Měsíc a měla také prozkoumat planetku Geographos (tuto část mise sonda ale kvůli poruše nesplnila). Šlo o první úspěšnou sondu k přirozenému satelitu Země od 70. let a tím i první v řadě nové generace lunárních projektů (následovaly Lunar Prospector, SMART-1 atd.). Na oběžné dráze kolem Měsíce provedla jeho globální snímkování, topografické měření laserovým výškoměrem a přispěla ke znalosti lunárního gravitačního pole.

## Přístroje na palubě
- Detektor nabitých částic (Charged Particle Telescope CPT)
- Kamera pro ultrafialové a viditelné světlo (Ultraviolet/Visible Camera UVVIS)
- Kamera pro infračervené záření (Near-Infrared CCD Camera NIR)
- Laserový výškoměr (Laser Image Detection and Ranging LIDAR)
- Kamera s vysokým rozlišením (High-Resolution Camera HIRES) - tato kamera byla společná se systémem laserového výškoměru, šlo o dalekohled s vizuálním zesilovačem a CCD čipem. Zorné pole bylo 0,3°×0,4° (CCD čip s rozlišením 288×384 pixelů), což umožňovalo snímkovat povrch Měsíce s rozlišením 7–20 m v závislosti na výšce oběžné dráhy nad povrchem. Zobrazovací jednotka byla Thompson CCD kamera s revolverovým šestifiltrovým nástavcem. Ten obsahoval širokopásmový filtr (400-800 nm), čtyři úzkopásmové filtry (střední vlnové délky a šířky pásma 415/40 nm, 560/10 nm, 650/10 nm a 750/20 nm) a neprůhledný kryt chránící vizuální zesilovač.